# Applied Economic Perspectives and Policy
Applied Economic Perspectives and Policy is een internationaal, aan collegiale toetsing onderworpen wetenschappelijk tijdschrift op het gebied van de
agro-economie en
agropolitiek.
De naam wordt in literatuurverwijzingen meestal afgekort tot Appl. Econ. Perspect. Pol.
Het wordt uitgegeven door Oxford University Press.